# 小鹿瞪羚
小鹿瞪羚（學名：Gazella dorcas），是分布最广的瞪羚，从北非到阿拉伯甚至到印度东部都是它们的分布地区。其众多的亚种可以生活在草原、旱谷、沙漠和半沙漠等多種氣候地區。由於人類的土地開發以及畜養大量的綿羊及山羊，小鹿瞪羚的棲地與食物來源一直在縮小，族群存續相當受威脅。

## 特征
小鹿瞪羚的外觀類似山瞪羚，但體型较小，耳朵更长。雌雄都有角，但雌性的角较小且并后弯，雄性的角较大，其角先往后弯，再往前弯。生活于北非的亚种的毛色通常为浅黄褐色，腹部为白色，在腹部与身体侧部的交界处會有一条沙色的条纹。头部的毛色比身体其他部分的颜色更深。生活于撒哈拉北部的亚种毛色會較深，其脸上有条纹。在以色列和红海的亚种毛色則为红褐色。

## 习性
小鹿瞪羚能高度適應沙漠環境，牠們可以畢生不用喝水，只透過在攝食的植物水份維生。不過當水源充足時，牠們一樣會正常飲水。牠們可以忍受高溫，在酷熱地區只會在黎明、黃昏及晚上活動。若在受人類捕獵的地區，則會傾向於在夜晚活動，以避開捕獵。牠們吃不同品種的金合歡樹葉、花朵及莢，以及不同灌木的葉、枝及果實。牠們有時會以後腳站立往樹上攝食，而在下雨後會挖樹根。小鹿瞪羚奔跑速度可達每小時80公里。當受到威脅時尾巴會顫動，並會不斷昂首跳躍以提醒同伴。

## 繁殖
若環境較艱難時，小鹿瞪羚會成對的生活。但當環境資源充分時，牠們會組成群族，當中有一頭成年雄性，多頭雌性及幼羚。在繁殖期時，成年雄性會建立領域，並堆肥作邊界。在牠們的領域內，牠們會於九月至十一月之間交配。妊娠期為6個月，一般會是單胎，但在阿爾及利亞曾有報告指發現一胎雙生。幼羚經在出生時已有毛，眼睛亦是打開的。出生後的第一個小時，幼羚會嘗試站立，並會在首日哺乳。在頭兩個星期，幼羚在母羚接近餵哺時會捲曲在地上或在灌木下磨擦身子。幼羚接著會模仿母羚吃固體食物。經過三個月時間，幼羚會完全斷乳。